# Viktor Rasmussen
Viktor Kristoffer Rasmussen (Koppenhága, 1882. január 10. – Koppenhága, 1956. május 1.) olimpiai ezüstérmes dán tornász.
Az 1906. évi nyári olimpiai játékokon indult tornában és csapat összetettben ezüstérmes lett. (Később ezt az olimpiát a Nemzetközi Olimpiai Bizottság nem hivatalosnak nyilvánította)
Az 1908. évi nyári olimpiai játékokon is indult tornában és csapat összetettben 4. lett.
Klubcsapata a Gymnastik- og Svømmeforeningen Hermes volt.